# エドワード・ケネディ
エドワード・ムーア・ケネディ（英語: Edward Moore Kennedy, 1932年2月22日 - 2009年8月25日）は、アメリカ合衆国の政治家。所属政党は民主党。
ケネディ・ファミリーの一員で、ジョン・F・ケネディ第35代大統領の末弟。自身も連邦上院議員（マサチューセッツ州選出）を、1963年から2009年に死去するまで務めた。
公式文書の署名には「エドワード」の短縮形である「テッド」(Ted) を使用し、一般にもテッド・ケネディの名で知られた。

## 生い立ち
1932年2月22日、ジョセフ・P・ケネディ・シニアとローズ・ケネディ夫妻の間に9人目の子供（末っ子）として生まれる。男兄弟の中では四番目（四男）であった。連邦上院議員や大統領を務めたジョン・F・ケネディ、司法長官や連邦上院議員を務めたロバート・F・ケネディを兄に持つ。
子供の頃は父の仕事の都合によりアメリカやヨーロッパ各地を転々として過ごし、転校を繰り返した。両親には末っ子であるために可愛がられたが、上の兄弟たちと比較された。ハイスクールはボストンのミルトンアカデミーに進学。成績は平凡だったがフットボールを得意とし、その他にテニス、ホッケー、ディベート、演劇、グリークラブと幅広く活動した。1950年秋にハーバード大学に入学。
1951年4月からアメリカ陸軍に2年間従軍。父が各方面に手を回したおかげで朝鮮戦争に行くことはなく、憲兵としてパリの欧州連合軍最高司令部に勤務。週末はヨーロッパ各地を旅して回った。上等兵として名誉除隊。1953年の夏に大学に復学して1956年に卒業。バージニア大学ロースクールに進学。学内での年次行事である模擬裁判では1位の成績を獲得した（一方で無謀及び無免許運転で逮捕されたこともある）。ハーグ国際法アカデミーにも籍を置いた。1958年には次兄ジョンの上院議員の再選運動の責任者に指名された。

## 上院議員

### 上院議員就任と二人の兄の暗殺

向かって左からジョン、ロバート、エドワード

1962年11月7日に民主党のマサチューセッツ州選出の連邦上院議員に当選した。最初に上院に入った時、彼は年功序列を積んだ南部のメンバーに対して敬意を表する態度を維持して宣伝を避け、委員会の仕事と地域の問題に焦点を合わせた。事務職で彼は自分の兄たちと度々比較されたものの、どちらよりも愛想が良かった。上院では民主党上院院内幹事（1969年 - 1971年）、司法委員長（1978年 - 1980年）、労働委員長（1987年 - 1995年）、厚生・教育・労働・年金委員長（2001年 - 2003年）を歴任した。
1963年11月22日に兄ジョンが暗殺された時は上院本会議の議長席にいた。13時42分（東部標準時・ダラス時刻12時42分）に通信社からの至急電を持った議会スタッフのリチャード・リーデルより兄の暗殺を伝えられた。その後、姉のユーニスとともに、脳卒中で療養中の父ジョセフに暗殺の報を伝えるため、ハイアニスポートに向かった。
1968年6月5日に兄ロバートがカリフォルニアの予備選挙で勝利したときはサンフランシスコにいた。そして真夜中過ぎにロバートはロサンゼルスで狙撃され、翌日死亡した。ロバートの葬儀の際に、彼は弔辞を読み上げている。
兄達の死後、ケネディは13人の甥と姪たちの親代わりとなった。また、義姉ジャクリーンがアリストテレス・オナシスと再婚する際には交渉役となった。

### チャパキディック事件
1969年7月28日、パーティーで飲酒した後に自身が運転する車が桟橋から海中に転落、同乗していたロバートの元選挙スタッフとの不倫及び飲酒運転（と薬物使用）のスキャンダルになることを恐れて警察に通報せず、また救助活動すら行わないままに現場から逃亡し、その後同乗者が死亡するという「チャパキディック事件」を起こした。
遺族との示談成立と地元警察の「手心」もあり実刑は免れたものの、この事件は当時大スキャンダルとなり、出馬が有力視されていた1972年の大統領選挙への出馬を断念する結果になった。
最終的に民主党の大統領候補となったジョージ・マクガヴァンは、ケネディに副大統領候補になるよう打診したが固辞した。1980年の大統領選でもまだ尾を引き、民主党の指名獲得を逃した要因の一つとなった。

### 人工妊娠中絶
1984年アメリカ合衆国大統領選挙で民主党が米国史上初の女性副大統領ジェラルディン・フェラーロを指名した。彼女がカトリック信徒でありながら中絶容認政策を支持していたために、同様にカトリック信徒で中絶容認政策を支持するマリオ・クオモ、ダニエル・パトリック・モイニハン、ジョー・バイデンといった政治家とともに、不倫スキャンダルの前歴があったエドワード・ケネディもこの騒動に巻き込まれた。

### 上院リベラルの重鎮
大統領への道は絶たれたものの、ケネディは上院議員として300以上の法案を草案し、法律として制定させた。自他共に認めたリベラル派のケネディは、経済的・社会的正義を強調して政府が介入するのを擁護したが、共和党とも十分協力して妥協点を見出すことでも知られていた。ケネディは、1965年の移民および国籍法（英語版）、1971年の国民がん法（英語版）、1985年のCOBRA健康保険条項（英語版）、1986年の包括的反アパルトヘイト法（英語版）、1990年のアメリカ障害者法（英語版）、ライアン・ホワイト・エイズ・ケア法（英語版）、1991年の市民権法（英語版）、メンタルヘルス・パリティ法（英語版）、S-CHIP子供の健康プログラム（英語版）、子供を置き去りにしない法（英語版）、エドワード・M・ケネディサーブアメリカ法（英語版）を制定させた。

### オバマへの支持

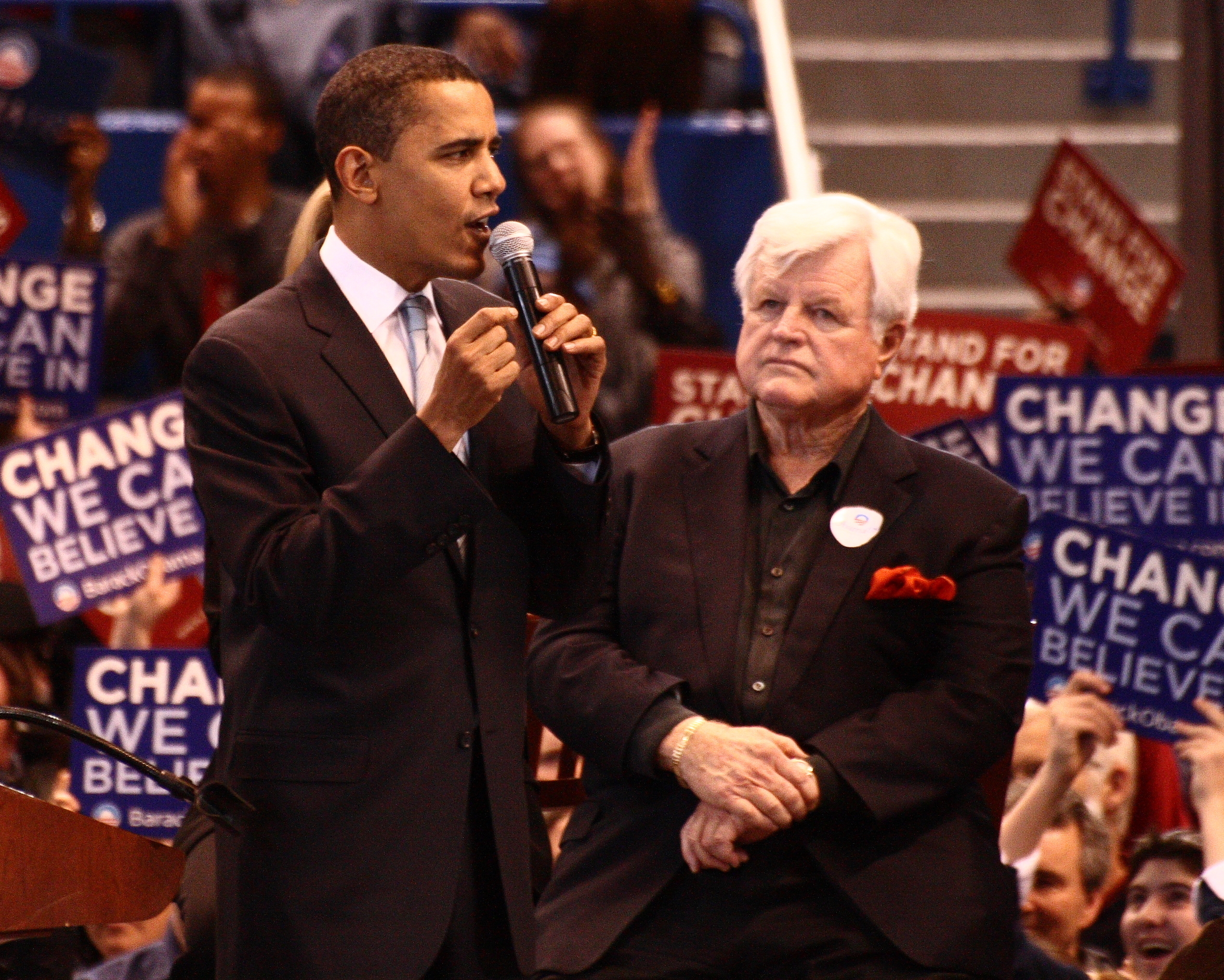
バラク・オバマとともに（2008年2月）

2004年の大統領選では、自身の選挙ボランティアに参加した経験がある民主党大統領候補のジョン・ケリー上院議員の後見人としてケリーを支援した。2008年アメリカ合衆国大統領選挙においても、ケリーが引き続き出馬を望めば、全面的に支持する意思を示していたが、結局ケリーは2008年1月10日にバラク・オバマ上院議員支持を表明、ケネディも27日にオバマ候補支持を表明した。
2008年5月17日、ボストン市内の病院に緊急入院し、悪性脳腫瘍と診断されたが摘出に成功。同年8月の民主党全国大会に出席し、オバマ候補支持を訴えた。
2009年1月20日、オバマ大統領の就任式に出席したが、その最中発作を起こし病院へ運ばれた。医師からは過労という診断が下され、その翌日には回復し退院した。

## 死去

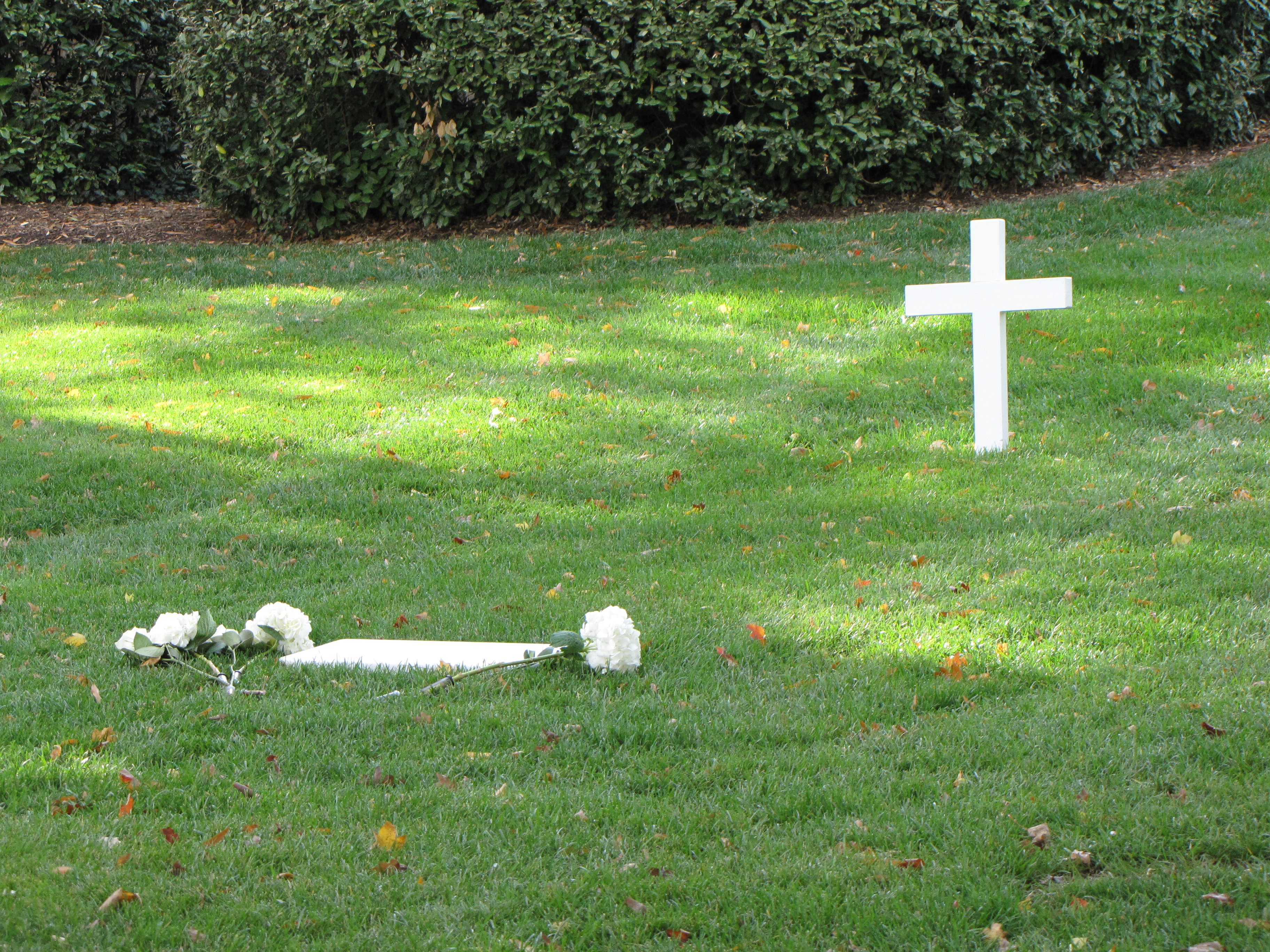
アーリントン国立墓地にあるケネディの墓

2009年8月25日、脳腫瘍のため死去。77歳没。
死去に際して、オバマ大統領は「並外れた指導者の死去」との声明を発表した。
8月29日、葬儀がボストン市内の教会で行われ、オバマ大統領以下クリントン、ブッシュ、カーターなどが参列。チェロ奏者ヨーヨー・マやテノール歌手プラシド・ドミンゴによる演奏が行われた。棺は、ワシントンD.C.郊外のアーリントン国立墓地の兄達の墓の傍に埋葬された。
2011年4月、エドワード・M・ケネディ米国上院議員研究所が、ボストンのマサチューセッツ大学ボストン校内、ジョン・F・ケネディ大統領図書館・博物館に隣接する場所に開場した。

## 私生活
ジョーン・ベネットと結婚、3人の子供をもうけたが、その後の不倫スキャンダルを乗り越えたにもかかわらず1978年に別居し1982年に正式に離婚した。その後、ヴィクトリア・レジーと再婚している。
ジョーンとの間にもうけた長男エドワード・ジュニアは実業家、次男パトリックはロードアイランド州選出の下院議員である。パトリックは1994年の当選以降連続8期の任期を務めたが、2010年2月に同年11月の中間選挙に出馬しないと述べ、政界から引退を表明した。
1961年にサベナ航空548便墜落事故で死亡したフィギュアスケート選手のダドリー・リチャーズは、大学時代のルームメイトであり、大学卒業後もリチャーズが死去するまで親交があった。